# Slayer/Diskografie
Diese Diskografie ist eine Übersicht über die musikalischen Werke der US-amerikanischen Thrash-Metal-Band Slayer. Den Schallplattenauszeichnungen zufolge hat sie bisher mehr als 2,6 Millionen Tonträger verkauft, davon alleine in ihrer Heimat über 2,3 Millionen. Ihre erfolgreichste Veröffentlichung ist das Album South of Heaven mit über 610.000 verkauften Einheiten.

## Alben

### Studioalben
| Jahr | Titel Musiklabel                        | Höchstplatzierung, Gesamtwochen, AuszeichnungChartplatzierungen (Jahr, Titel, Musiklabel, Platzierungen, Wochen, Auszeichnungen, Anmerkungen) | Höchstplatzierung, Gesamtwochen, AuszeichnungChartplatzierungen (Jahr, Titel, Musiklabel, Platzierungen, Wochen, Auszeichnungen, Anmerkungen) | Höchstplatzierung, Gesamtwochen, AuszeichnungChartplatzierungen (Jahr, Titel, Musiklabel, Platzierungen, Wochen, Auszeichnungen, Anmerkungen) | Höchstplatzierung, Gesamtwochen, AuszeichnungChartplatzierungen (Jahr, Titel, Musiklabel, Platzierungen, Wochen, Auszeichnungen, Anmerkungen) | Höchstplatzierung, Gesamtwochen, AuszeichnungChartplatzierungen (Jahr, Titel, Musiklabel, Platzierungen, Wochen, Auszeichnungen, Anmerkungen) | Anmerkungen                                                  |
| Jahr | Titel Musiklabel                        | DE | AT | CH | UK | US | Anmerkungen                                                  |
| ---- | --------------------------------------- | --- | --- | --- | --- | --- | ------------------------------------------------------------ |
| 1983 | Show No Mercy Metal Blade               | DE44 a (1 Wo.)DE | — | — | — | — | Erstveröffentlichung: 3. Dezember 1983                       |
| 1985 | Hell Awaits Metal Blade                 | DE41 a (1 Wo.)DE | — | — | — | — | Erstveröffentlichung: 19. April 1985                         |
| 1986 | Reign in Blood Def Jam Recordings       | — | — | — | UK47 Silber · (3 Wo.)UK | US94 Gold · (18 Wo.)US | Erstveröffentlichung: 7. Oktober 1986 Verkäufe: + 560.000    |
| 1988 | South of Heaven Def Jam Recordings      | DE23 (10 Wo.)DE | — | — | UK25 Silber · (4 Wo.)UK | US57 Gold · (19 Wo.)US | Erstveröffentlichung: 5. Juli 1988 Verkäufe: + 610.000       |
| 1990 | Seasons in the Abyss Def American       | DE19 (10 Wo.)DE | AT29 (1 Wo.)AT | — | UK18 (3 Wo.)UK | US40 Gold · (23 Wo.)US | Erstveröffentlichung: 9. Oktober 1990 Verkäufe: + 550.000    |
| 1994 | Divine Intervention American Recordings | DE18 (9 Wo.)DE | AT22 (3 Wo.)AT | CH15 (5 Wo.)CH | UK15 (4 Wo.)UK | US8 Gold · (9 Wo.)US | Erstveröffentlichung: 27. September 1994 Verkäufe: + 550.000 |
| 1996 | Undisputed Attitude American Recordings | DE45 (5 Wo.)DE | AT43 (2 Wo.)AT | — | UK31 (3 Wo.)UK | US34 (5 Wo.)US | Erstveröffentlichung: 28. Mai 1996                           |
| 1998 | Diabolus in Musica American Recordings  | DE32 (6 Wo.)DE | AT40 (6 Wo.)AT | — | UK27 (3 Wo.)UK | US31 (6 Wo.)US | Erstveröffentlichung: 9. Juni 1998                           |
| 2001 | God Hates Us All American Recordings    | DE9 (5 Wo.)DE | AT31 (4 Wo.)AT | CH44 (3 Wo.)CH | UK31 (2 Wo.)UK | US28 (6 Wo.)US | Erstveröffentlichung: 11. September 2001                     |
| 2006 | Christ Illusion American Recordings     | DE2 (7 Wo.)DE | AT6 (7 Wo.)AT | CH11 (6 Wo.)CH | UK23 (3 Wo.)UK | US5 (6 Wo.)US | Erstveröffentlichung: 8. August 2006                         |
| 2009 | World Painted Blood American Recordings | DE7 (4 Wo.)DE | AT13 (3 Wo.)AT | CH14 (3 Wo.)CH | UK41 (1 Wo.)UK | US12 (5 Wo.)US | Erstveröffentlichung: 30. Oktober 2009 Verkäufe: + 10.000    |
| 2015 | Repentless Nuclear Blast                | DE1 (12 Wo.)DE | AT6 (5 Wo.)AT | CH3 (7 Wo.)CH | UK11 (3 Wo.)UK | US4 (4 Wo.)US | Erstveröffentlichung: 11. September 2015 Verkäufe: + 10.000  |

### Livealben
| Jahr | Titel Musiklabel                                                              | Höchstplatzierung, Gesamtwochen, AuszeichnungChartplatzierungen (Jahr, Titel, Musiklabel, Platzierungen, Wochen, Auszeichnungen, Anmerkungen) | Höchstplatzierung, Gesamtwochen, AuszeichnungChartplatzierungen (Jahr, Titel, Musiklabel, Platzierungen, Wochen, Auszeichnungen, Anmerkungen) | Höchstplatzierung, Gesamtwochen, AuszeichnungChartplatzierungen (Jahr, Titel, Musiklabel, Platzierungen, Wochen, Auszeichnungen, Anmerkungen) | Höchstplatzierung, Gesamtwochen, AuszeichnungChartplatzierungen (Jahr, Titel, Musiklabel, Platzierungen, Wochen, Auszeichnungen, Anmerkungen) | Höchstplatzierung, Gesamtwochen, AuszeichnungChartplatzierungen (Jahr, Titel, Musiklabel, Platzierungen, Wochen, Auszeichnungen, Anmerkungen) | Anmerkungen                                                                |
| Jahr | Titel Musiklabel                                                              | DE | AT | CH | UK | US | Anmerkungen                                                                |
| ---- | ----------------------------------------------------------------------------- | --- | --- | --- | --- | --- | -------------------------------------------------------------------------- |
| 1984 | Live Undead Metal Blade                                                       | DE77 a (1 Wo.)DE | — | — | — | — | Erstveröffentlichung: 16. November 1984                                    |
| 1991 | Decade of Aggression American Recordings                                      | DE35 (10 Wo.)DE | — | — | UK29 (2 Wo.)UK | US55 (10 Wo.)US | Erstveröffentlichung: 22. Oktober 1991                                     |
| 2010 | The Big Four Live from Sofia, Bulgaria Universal Records                      | DE59 (6 Wo.)DE | — | CH63 (1 Wo.)CH | — | — | Erstveröffentlichung: 15. Oktober 2010 mit Metallica, Megadeth und Anthrax |
| 2019 | The Repentless Killogy (Live at the Forum in Inglewood, CA) Universal Records | DE16 (2 Wo.)DE | AT36 (1 Wo.)AT | CH21 (2 Wo.)CH | — | — | Erstveröffentlichung: 8. November 2019                                     |

### Kompilationen
| Jahr | Titel Musiklabel                                 | Anmerkungen                             |
| ---- | ------------------------------------------------ | --------------------------------------- |
| 2003 | Soundtrack to the Apocalypse American Recordings | Erstveröffentlichung: 25. November 2003 |
| 2010 | The Vinyl Conflict American Recordings           | Erstveröffentlichung: 12. Oktober 2010  |

### EPs
| Jahr | Titel Musiklabel                 | Höchstplatzierung, Gesamtwochen, AuszeichnungChartplatzierungen (Jahr, Titel, Musiklabel, Platzierungen, Wochen, Auszeichnungen, Anmerkungen) | Höchstplatzierung, Gesamtwochen, AuszeichnungChartplatzierungen (Jahr, Titel, Musiklabel, Platzierungen, Wochen, Auszeichnungen, Anmerkungen) | Höchstplatzierung, Gesamtwochen, AuszeichnungChartplatzierungen (Jahr, Titel, Musiklabel, Platzierungen, Wochen, Auszeichnungen, Anmerkungen) | Höchstplatzierung, Gesamtwochen, AuszeichnungChartplatzierungen (Jahr, Titel, Musiklabel, Platzierungen, Wochen, Auszeichnungen, Anmerkungen) | Höchstplatzierung, Gesamtwochen, AuszeichnungChartplatzierungen (Jahr, Titel, Musiklabel, Platzierungen, Wochen, Auszeichnungen, Anmerkungen) | Anmerkungen                        |
| Jahr | Titel Musiklabel                 | DE | AT | CH | UK | US | Anmerkungen                        |
| ---- | -------------------------------- | --- | --- | --- | --- | --- | ---------------------------------- |
| 1984 | Haunting the Chapel Metal Blade  | DE89 a (1 Wo.)DE | — | — | — | — | Erstveröffentlichung: Juni 1984    |
| 2006 | Eternal Pyre American Recordings | — | — | CH88 (1 Wo.)CH | — | — | Erstveröffentlichung: 6. Juni 2006 |

## Singles
| Jahr | Titel Album                            | Höchstplatzierung, Gesamtwochen, AuszeichnungChartplatzierungen (Jahr, Titel, Album, Platzierungen, Wochen, Auszeichnungen, Anmerkungen) | Höchstplatzierung, Gesamtwochen, AuszeichnungChartplatzierungen (Jahr, Titel, Album, Platzierungen, Wochen, Auszeichnungen, Anmerkungen) | Höchstplatzierung, Gesamtwochen, AuszeichnungChartplatzierungen (Jahr, Titel, Album, Platzierungen, Wochen, Auszeichnungen, Anmerkungen) | Höchstplatzierung, Gesamtwochen, AuszeichnungChartplatzierungen (Jahr, Titel, Album, Platzierungen, Wochen, Auszeichnungen, Anmerkungen) | Höchstplatzierung, Gesamtwochen, AuszeichnungChartplatzierungen (Jahr, Titel, Album, Platzierungen, Wochen, Auszeichnungen, Anmerkungen) | Anmerkungen                             |
| Jahr | Titel Album                            | DE | AT | CH | UK | US | Anmerkungen                             |
| ---- | -------------------------------------- | --- | --- | --- | --- | --- | --------------------------------------- |
| 1986 | Raining Blood Reign in Blood           | — | — | — | UK64 (3 Wo.)UK | — | Erstveröffentlichung: 7. Oktober 1986   |
| 1991 | Seasons in the Abyss                   | — | — | — | UK51 (1 Wo.)UK | — |                                         |
| 1995 | Serenity in Murder Divine Intervention | — | — | — | UK50 (2 Wo.)UK | — | Erstveröffentlichung: 24. Mai 1995      |
| 2006 | Eyes of the Insane Christ Illusion     | — | — | — | UK97 (1 Wo.)UK | — | Erstveröffentlichung: 23. November 2006 |

Weitere Singles
- 1983: Black Magic
- 1985: Hell Awaits
- 1986: Angel of Death
- 1986: Necrophobic
- 1987: Criminally Insane
- 1988: South of Heaven
- 1988: Mandatory Suicide
- 1990: War Ensemble
- 1990: Dead Skin Mask
- 1994: Dittohead
- 1996: I Hate You
- 1997: No Remorse (mit Atari Teenage Riot)
- 1998: Stain of Mind
- 2001: Bloodline
- 2001: God Send Death
- 2006: Cult
- 2009: Psychopathy Red
- 2009: Hate Worldwide
- 2010: World Painted Blood
- 2014: Implode
- 2015: When the Stillness Comes
- 2015: Repentless
- 2016: You Against You
- 2016: Pride in Prejudice

## Videoalben und Musikvideos

### Videoalben
| Jahr | Titel Musiklabel                                         | Höchstplatzierung, Gesamtwochen, AuszeichnungChartplatzierungen (Jahr, Titel, Musiklabel, Platzierungen, Wochen, Auszeichnungen, Anmerkungen) | Höchstplatzierung, Gesamtwochen, AuszeichnungChartplatzierungen (Jahr, Titel, Musiklabel, Platzierungen, Wochen, Auszeichnungen, Anmerkungen) | Höchstplatzierung, Gesamtwochen, AuszeichnungChartplatzierungen (Jahr, Titel, Musiklabel, Platzierungen, Wochen, Auszeichnungen, Anmerkungen) | Höchstplatzierung, Gesamtwochen, AuszeichnungChartplatzierungen (Jahr, Titel, Musiklabel, Platzierungen, Wochen, Auszeichnungen, Anmerkungen) | Höchstplatzierung, Gesamtwochen, AuszeichnungChartplatzierungen (Jahr, Titel, Musiklabel, Platzierungen, Wochen, Auszeichnungen, Anmerkungen) | Anmerkungen                                                                                    |
| Jahr | Titel Musiklabel                                         | DE | AT | CH | UK | US | Anmerkungen                                                                                    |
| ---- | -------------------------------------------------------- | --- | --- | --- | --- | --- | ---------------------------------------------------------------------------------------------- |
| 1995 | Live Intrusion American Recordings                       | — | — | — | — | — | Erstveröffentlichung: 31. Oktober 1995                                                         |
| 2002 | War at the Warfield American Recordings                  | DE58 (1 Wo.)DE | — | — | — | US3 Gold · (11 Wo.)US | Erstveröffentlichung: 29. Juli 2003 Verkäufe: + 50.000                                         |
| 2004 | Still Reigning American Recordings                       | — | — | — | — | US7 Gold · (2 Wo.)US | Erstveröffentlichung: 26. Oktober 2004 Verkäufe: + 50.000                                      |
| 2007 | The Unholy Alliance American Recordings                  | — | — | — | — | — | Erstveröffentlichung: 30. Oktober 2007                                                         |
| 2010 | The Big Four Live from Sofia, Bulgaria Universal Records | DE4 Gold · (14 Wo.)DE | AT1 (9 Wo.)AT | CH3 (6 Wo.)CH | UK1 (17 Wo.)UK | US1 ×2Doppelplatin · (65 Wo.)US | Erstveröffentlichung: 15. Oktober 2010 Verkäufe: + 289.000 mit Metallica, Megadeth und Anthrax |
| 2019 | The Repentless Killogy Sony                              | — | — | CH3 (1 Wo.)CH | UK4 (5 Wo.)UK | — | Erstveröffentlichung: 8. November 2019                                                         |

### Musikvideos
| Jahr | Titel                | Regie            |
| ---- | -------------------- | ---------------- |
| 1987 | Criminally Insane    | Dean Karr        |
| 1988 | South of Heaven      | Gérard di Puglia |
| 1990 | War Ensemble         |                  |
| 1990 | Seasons in the Abyss | Gérard di Puglia |
| 1994 | Dittohead            | Jon Reiss        |
| 1994 | Killing Fields       | Gérard di Puglia |
| 1995 | Serenity in Murder   | Gérard di Puglia |
| 1996 | I Hate You           | Gérard di Puglia |
| 1998 | Stain of Mind        |                  |
| 2001 | Bloodline            | Evan Bernard     |
| 2006 | Eyes of the Insane   | Tony Petrossian  |
| 2010 | Beauty Through Order | Ben Hibon        |
| 2010 | World Painted Blood  | Mark Brooks      |
| 2015 | Repentless           | BJ Mcdonnell     |
| 2016 | You Against You      | BJ Mcdonnell     |
| 2016 | Pride in Prejudice   | BJ Mcdonnell     |

## Statistik

### Chartauswertung
|                     | DE     | AT    | CH    | UK     | US     |
| ------------------- | ------ | ----- | ----- | ------ | ------ |
| Nummer-eins-Alben   | DE1DE  | AT—AT | CH—CH | UK—UK  | US—US  |
| Top-10-Alben        | DE4DE  | AT2AT | CH1CH | UK—UK  | US3US  |
| Alben in den Charts | DE16DE | AT9AT | CH8CH | UK11UK | US11US |

|                       | DE    | AT    | CH    | UK    | US    |
| --------------------- | ----- | ----- | ----- | ----- | ----- |
| Nummer-eins-Singles   | DE—DE | AT—AT | CH—CH | UK—UK | US—US |
| Top-10-Singles        | DE—DE | AT—AT | CH—CH | UK—UK | US—US |
| Singles in den Charts | DE—DE | AT—AT | CH—CH | UK4UK | US—US |

|                          | DE    | AT    | CH    | UK    | US    |
| ------------------------ | ----- | ----- | ----- | ----- | ----- |
| Nummer-eins-Videoalben   | DE—DE | AT1AT | CH—CH | UK1UK | US1US |
| Top-10-Videoalben        | DE1DE | AT1AT | CH2CH | UK1UK | US3US |
| Videoalben in den Charts | DE2DE | AT1AT | CH2CH | UK1UK | US3US |

### Auszeichnungen für Musikverkäufe
| Goldene Schallplatte - Kanada - 1994: für das Album Divine Intervention - 1994: für das Album South of Heaven - 1994: für das Album Seasons in the Abyss - Polen - 2010: für das Album World Painted Blood - 2019: für das Album Repentless - Portugal - 2011: für das Videoalbum The Big Four Live from Sofia, Bulgaria | Platin-Schallplatte - Brasilien - 2015: für das Videoalbum The Big Four Live from Sofia, Bulgaria 3× Platin-Schallplatte - Polen - 2010: für das Videoalbum The Big Four Live from Sofia, Bulgaria |

Anmerkung: Auszeichnungen in Ländern aus den Charttabellen bzw. Chartboxen sind in ebendiesen zu finden.
| Land/RegionAuszeichnungen für Musikverkäufe (Land/Region, Auszeichnungen, Verkäufe, Quellen) | Silber     | Gold       | Platin     | Verkäufe  | Quellen             |
| -------------------------------------------------------------------------------------------- | ---------- | ---------- | ---------- | --------- | ------------------- |
| Brasilien (PMB)                                                                              | —          | —          | Platin1    | 30.000    | pro-musicabr.org.br |
| Deutschland (BVMI)                                                                           | —          | Gold1      | —          | 25.000    | musikindustrie.de   |
| Kanada (MC)                                                                                  | —          | 3× Gold3   | —          | 300.000   | musiccanada.com     |
| Polen (ZPAV)                                                                                 | —          | 2× Gold2   | 3× Platin3 | 50.000    | olis.pl             |
| Portugal (AFP)                                                                               | —          | Gold1      | —          | 4.000     | Einzelnachweise     |
| Vereinigte Staaten (RIAA)                                                                    | —          | 6× Gold6   | 2× Platin2 | 2.300.000 | riaa.com            |
| Vereinigtes Königreich (BPI)                                                                 | 2× Silber2 | —          | —          | 120.000   | bpi.co.uk           |
| Insgesamt                                                                                    | 2× Silber2 | 13× Gold13 | 6× Platin6 |           |                     |